# Альбуминовая печать

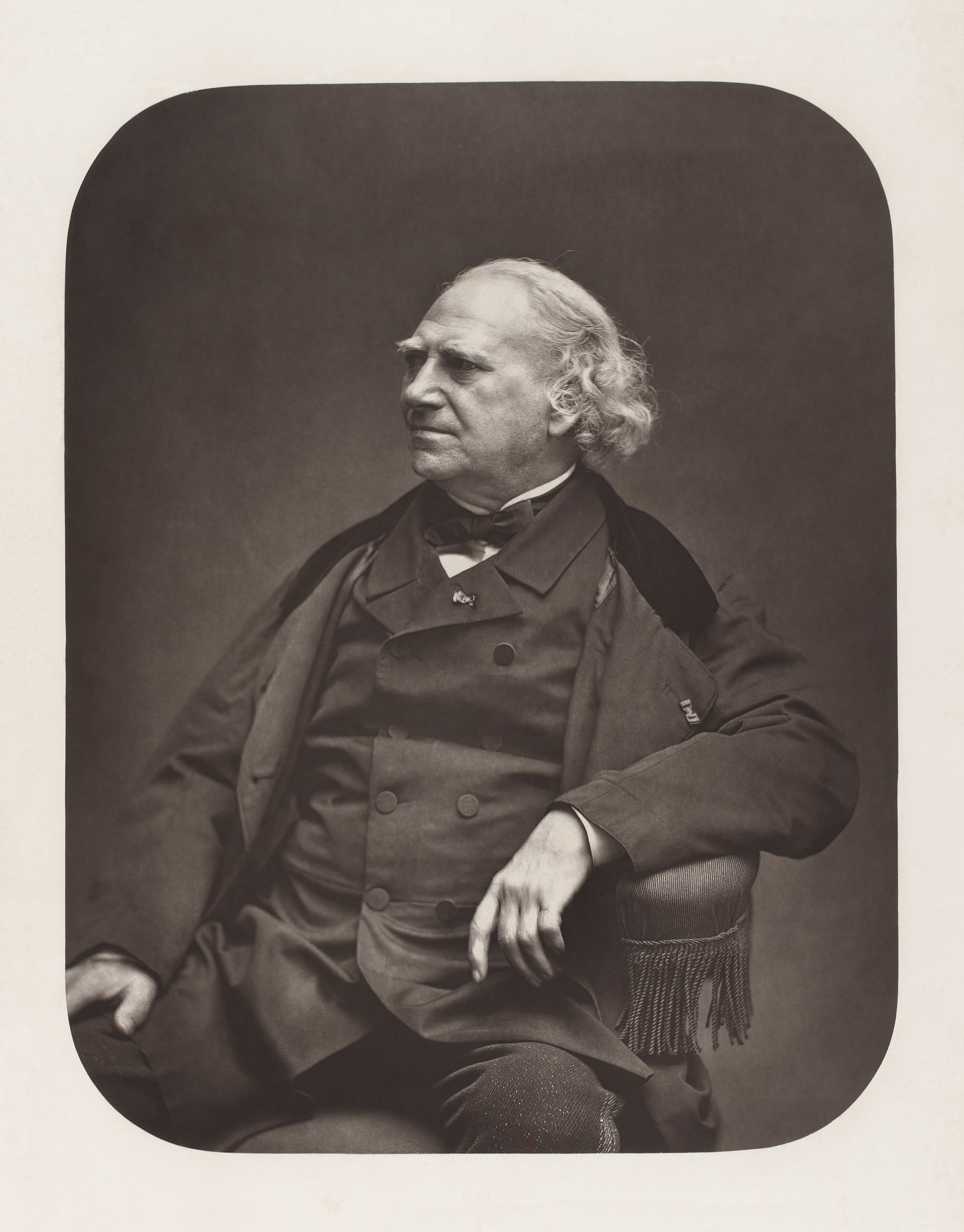
Альбуминовый отпечаток портрета изобретателя процесса Луи Дезире Бланкар-Эврара

Альбуми́новая печа́ть — фотографический процесс, основанный на использовании альбумина, получаемого из белков яиц, для удержания светочувствительных веществ на бумаге. Технология представлена 27 мая 1850 года Луи Дезире Бланкар-Эвраром (фр. Louis Désiré Blanquart-Evrard) на заседании Французской академии наук, став первым коммерчески успешным методом получения фотоотпечатка на светочувствительном слое, нанесённом поверх бумажной подложки, а не пропитавшем её, как в калотипии. Процесс стал доминирующим способом получения позитивов с 1855 года и вплоть до конца XIX века.

## Особенности технологии
Альбуминовая печать стала первой технологией, давшей возможность изготовления фотобумаги в промышленных масштабах. Одна из крупнейших фабрик такой бумаги в Дрездене ежедневно расходовала более 60 тысяч куриных яиц. Из-за особенностей технологии требовались тухлые яйца, наполнявшие зловонием все ближайшие окрестности. Бумага с альбуминовым светочувствительным слоем относится к фотобумагам с так называемым «дневным проявлением», поскольку изображение проявлялось непосредственно в процессе экспозиции, получаемой при дневном свете. Она получила распространение благодаря изобретённому практически одновременно мокрому коллодионному процессу, впервые дававшему высококачественные негативы на фотопластинках. Альбуминовая фотобумага очень быстро заменила калотипную, на которой печатались первые коллодионные негативы. В отличие от «солёной бумаги» с видимой волокнистой структурой изображения и грубыми полутонами, альбуминовая давала резкие снимки с тончайшими нюансами светотени.
Новый фотоматериал, даже выпущенный промышленным способом, сенсибилизировался фотографом самостоятельно непосредственно перед печатью, поскольку его светочувствительность сохранялась не более 12 часов. Для этого фотобумага, содержащая в слое альбумина хлорид натрия, обрабатывалась 10%-ным раствором азотнокислого серебра, образующим микрокристаллы хлористого серебра. При этом контакт реактива с обратной стороной подложки не допускался.
После серебрения бумага высушивалась и становилась готовой для печати. Копирование происходило после помещения фотобумаги под негатив, через который экспонировалась солнечным светом, из-за чего и получила название «дневной». При осуществляемой таким образом контактной печати эмульсионные слои негатива и фотобумаги плотно прижимались друг к другу в специальной копировальной рамке. Экспозиция при печати регулировалась визуально по видимому потемнению позитива, и для нормального негатива соответствовала выдержке в 25—30 минут. Проявление происходило непосредственно при печати, и лабораторная обработка готового снимка заключалась в его вирировании и последующем фиксировании тиосульфатом натрия. Перед тонированием бумага промывалась для удаления оставшегося в слое азотнокислого серебра, дававшего неприятный красноватый оттенок. После промывки отпечаток обрабатывали в вирирующих растворах золота. 
В результате изображение альбуминовых отпечатков состояло не из серебра, а из заместившего его золота, придававшего изображению контраст и приятный оттенок от коричневого до сине-чёрного. Тонированный отпечаток фиксировали, удаляя остатки светочувствительного хлористого серебра, темнеющего на свету. Альтернативный метод лабораторной обработки, позднее разработанный для целлоидиновых и аристотипных фотобумаг, заключался в погружении листа без предварительной промывки в раствор так называемого вираж-фиксажа, состоявшего из смеси гипосульфита и азотнокислого свинца. Готовое изображение в результате состояло не из золота, а из смеси сернистого серебра с сернистым свинцом. Процесс так же завершался фиксированием в растворе гипосульфита. Несмотря на высокое качество и сравнительную простоту обработки, альбуминовые отпечатки обладали одним существенным недостатком: под действием света они выцветали в течение нескольких лет. Причина заключалась в большом содержании серы в альбуминах. Однако, при тщательном соблюдении технологии печати и хранении в темноте фотографии всё же сохраняются несколько десятилетий, и до наших дней дошли многие отпечатки на такой бумаге. Позднее процесс был усовершенствован дополнительным тонирование после золотого виража платиновым, состоящим из раствора хлорной платины с фосфорной кислотой. Полученные изображения хранились дольше и из-за их характерного вида появился новый стиль — фотокрейтон.
Наиболее долговечными оказались фотографии, выполненные при помощи карбоновой печати, изобретённой в 1864 году, однако эта технология была значительно сложнее и дороже. Реальную конкуренцию альбуминовой фотобумаге смогла составить только целлоидиновая, появившаяся годом позже, и сохранявшая в готовом виде светочувствительность до 3 месяцев. Похожими свойствами обладала протальбинная фотобумага, изготовленная на основе растительного альбумина. Полная замена пригодных только для контактной печати дневных фотобумаг современными броможелатиновыми совпало по времени с распространением компактных фотоаппаратов с рулонными фотоплёнками, требующими фотоувеличения.